# Lagarobasidium
Lagarobasidium is een geslacht van schimmels dat tot de familie Schizoporaceae behoort. De typesoort is Lagarobasidium pruinosum, maar deze soort is later overgeheveld naar het geslacht Xylodon als Xylodon pruinosus.

## Soorten
Volgens Index Fungorum telt het geslacht twee soorten (peildatum april 2022):
| Soortnaam                   | Auteur(s)                       | Publicatiejaar |
| --------------------------- | ------------------------------- | -------------- |
| Lagarobasidium nikolajevae  | (Parmasto) Jülich               | 1974           |
| Lagarobasidium subdetritica | (S.S. Rattan) J. Kaur & Dhingra | 2014           |